# FK Bežanija Novi Belgrade
Maillots
Le Fudbalski Klub Bežanija Novi Belgrade (en serbe : Фудбалски Клуб Бежанија Нови Београд), plus couramment abrégé en FK Bežanija, est un club serbe de football fondé en 1921 et basé à Novi Beograd, quartier de Belgrade, la capitale.

## Historique
- 1921 : fondation du club

## Bilan sportif

### Palmarès
| Compétitions nationales                                           | Anciennes compétitions                                               |
| ----------------------------------------------------------------- | -------------------------------------------------------------------- |
| - Championnat de Serbie D3 (2) : - Champion : 1999-00 et 2002-03. | - Championnat de Serbie-et-Monténégro D2 (1) : - Champion : 2005-06. |

### Bilan par saison
| Saison    | Championnat | Championnat | Championnat | Championnat | Championnat | Championnat | Championnat | Championnat | Championnat | Championnat | Coupe de Serbie     |
| Saison    | Division    | Pos         | Pts         | J           | V           | N           | D           | BP          | BC          | Diff        | Coupe de Serbie     |
| --------- | ----------- | ----------- | ----------- | ----------- | ----------- | ----------- | ----------- | ----------- | ----------- | ----------- | ------------------- |
| 2006-2007 | 1re         | 4e          | 48          | 32          | 12          | 12          | 8           | 36          | 31          | +5          | Quarts de finale    |
| 2007-2008 | 1re         | 12e         | 19          | 33          | 5           | 4           | 24          | 31          | 58          | -27         | Huitièmes de finale |
| 2008-2009 | 2e          | 15e         | 37          | 34          | 8           | 13          | 13          | 34          | 40          | -6          | Huitièmes de finale |
| 2009-2010 | 2e          | 4e          | 53          | 34          | 14          | 11          | 9           | 34          | 28          | +6          | Seizièmes de finale |
| 2010-2011 | 2e          | 12e         | 40          | 34          | 11          | 7           | 16          | 26          | 28          | -2          | Seizièmes de finale |
| 2011-2012 | 2e          | 4e          | 52          | 34          | 11          | 19          | 4           | 33          | 15          | +18         | Tour préliminaire   |
| 2012-2013 | 2e          | 8e          | 44          | 34          | 11          | 11          | 12          | 41          | 32          | +9          | Seizièmes de finale |
| 2013-2014 | 2e          | 4e          | 45          | 30          | 11          | 12          | 7           | 34          | 26          | +8          | Seizièmes de finale |
| 2014-2015 | 2e          | 9e          | 40          | 30          | 11          | 7           | 12          | 25          | 27          | -2          | Seizièmes de finale |
| 2015-2016 | 2e          | 5e          | 43          | 30          | 11          | 10          | 9           | 35          | 27          | +8          | Huitièmes de finale |
| 2016-2017 | 2e          | 5e          | 47          | 30          | 12          | 12          | 6           | 36          | 22          | +14         | Seizièmes de finale |
| 2017-2018 | 2e          | 7e          | 44          | 30          | 11          | 11          | 8           | 35          | 32          | +3          | Seizièmes de finale |
| 2018-2019 | 2e          | 7e          | 50          | 37          | 15          | 5           | 17          | 48          | 50          | -2          | Seizièmes de finale |

Légende
- Promotion en division supérieure.
- Relégation en division inférieure.

### Bilan européen
Note : dans les résultats ci-dessous, le score du club est toujours donné en premier.
| Saison    | Compétition | Tour           | Club        | Domicile | Extérieur | Total  |
| --------- | ----------- | -------------- | ----------- | -------- | --------- | ------ |
| 2007-2008 | Coupe UEFA  | Premier tour Q | Besa Kavajë | 2 - 2    | 0 - 0     | 2 - 2E |

Légende
- Victoire ou qualification pour le tour suivant
- Match nul
- Défaite ou élimination de la compétition

## Personnalités du club

### Présidents du club
- Dejan Mišić
- Jovan Rusić

### Entraîneurs du club
| - Miroslav Helc - Slaviša Božičić - Stanislav Karasi - Miroslav Helc - Čedomir Đoinčević (2005 - 2006) - Branko Smiljanić (2006) - Dragoljub Bekvalac (2006 - 2007) - Ratko Dostanić (2007) - Miloljub Ostojić (2007) - Ratko Dostanić (2007) | - Ljubiša Stamenković (2007 - 2008) - Slaviša Božičić (2008 - 2009) - Dušan Kljajić (2009) - Aleksandar Janjić (2009 - 2011) - Ivica Šimičić (2011) - Saša Nikolić (2011 - 2012) - Ivica Šimičić (2012) - Aleksandar Janjić (2012) - Gordan Petrić (2012 - 2013) - Dušan Kljajić (2013 - 2014) | - Saša Štrbac (2014) - Vanja Radinović (2014 - 2015) - Nenad Vanić (2015) - Srđan Blagojević (2015 - 2016) - Milija Žižić (2017) - Dušan Đorđević (2017) - Srđan Blagojević (2017) - Aleksandar Stanković (2017 - 2018) - Goran Dragoljić (2018 - 2019) - Nikola Krmpotić |